# Робинс (Илиноис)
Робинс (енгл. Robbins) град је у америчкој савезној држави Илиноис.

## Демографија
По попису из 2010. године број становника је 5.337, што је 1.298 (-19,6%) становника мање него 2000. године.
| Група             | 2000.         | 2010.         |
| Белци             | 156 (2,4%)    | 117 (2,2%)    |
| Афроамериканци    | 6.320 (95,3%) | 5.015 (94,0%) |
| Азијати           | 5 (0,1%)      | 6 (0,1%)      |
| Хиспаноамериканци | 129 (1,9%)    | 175 (3,3%)    |
| Укупно            | 6.635         | 5.337         |